# Incontri internazionali di rugby a 15 di fine anno 1986
Nel rugby a 15 è tradizione che a fine anno (ottobre-dicembre) si disputino una serie di incontri internazionali che gli europei chiamano "Autumn International" e gli appassionati dell'emisfero sud "Springtime tour". In particolare le nazionali dell'emisfero Sud, a fine della loro stagione, si recano in tour in Europa.
- -  Giappone in Gran Bretagna: il Giappone si reca in Gran Bretagna per una serie di test (alcuni saranno i primi ad avere il crisma dell'ufficialità). Due sconfitte con Scozia (18-33) e Inghilterra (12-39) nelle due partite principali

| Edimburgo 27 settembre 1986 | Scozia | 33 – 18 | Giappone | (Murrayfield) |

| Leicester 1º ottobre 1986 | Leicester Centenary XV | 33 – 22 | Giappone XV |  |

| Cornovaglia ottobre 1986 | Cornovaglia | 15 – 36 | Giappone XV |  |

| 7 ottobre 1986 | Inghilterra Studentesca | 43 – 4 | Giappone XV |  |

| Londra 11 ottobre 1986 | Inghilterra | 39 – 12 | Giappone | (Twickenham) |

- -  Auckland nelle Isole Figi: la selezione provinciale di Auckland si reca alle Isole Fiji per due test con Fiji Emerging e la nazionale maggiore figiana, Due vittorie (41-3) e (15-10) il bilancio di questo tour di fine stagione per la squadra neozelandese.

| 7 ottobre 1986 | Fiji Emerging XV | 3 – 41 | Auckland |  |

| Suva ottobre 1986 | Figi XV | 10 – 15 | Auckland |  |

- -  Romania in Irlanda: crollo imprevisto dei Romeni in Irlanda: i verdi si impongono per 60-0.

| Dublino 1º novembre 1986 | Irlanda | 60 – 0 | Romania | (Lansdowne Road) |

- -  Nuova Zelanda in Francia: tour di quasi un mese per gli All Blacks in terra di Francia. Solo la sconfitta nel secondo test impedisce ai Neozelandesi l'en plein.

| Tolosa 8 novembre 1986 | Francia | 7 – 19 | Nuova Zelanda | Stade Toulouse |

| Nantes 15 novembre 1986 | Francia | 16 – 3 | Nuova Zelanda | La Beaujoire Stadium |

- -  Il Canada si reca negli Stati Uniti per il tradizionale incontro. Questa volta i canadesi si aggiudicano la posta.

| Tucson 8 novembre 1986 | Stati Uniti | 16 – 27 | Canada |  |

## Altri Test
- Full International

| Aalborg 4 ottobre 1986 | Danimarca | 12 – 11 | Svezia |  |

| Bangkok 17 novembre 1986 | Thailandia | 12 – 12 | Singapore |  |

- Altri match:

| 27 settembre 1986 | Irlanda U25 | 26 – 20 | Canada XV |  |

| Malmö 1º novembre 1986 | Svezia | 3 – 14 | Galles (Distretti) |  |

| Bruxelles 11 dicembre 1986 | Belgio | 12 – 30 | Fiji Barbarians |  |